# 1255
Năm 1255 là một năm trong lịch Julius.